# Julian House
Julian House, anche conosciuto come The Focus Group (...), è un musicista e grafico britannico cofondatore dell'etichetta discografica Ghost Box assieme a Jim Jupp.

## Biografia
Julian House è attivo come The Focus Group dal 2003. Durante l'anno seguente, inaugurò la Ghost Box, etichetta discografica specializzata in pubblicazioni hauntology. Amico dei Broadcast, di cui creò le copertine degli album, House collaborò con essi nell'album Broadcast & The Focus Group Investigate Witch Cults of the Radio Age (2009), che ricevette il plauso della critica. House viene inoltre ricordato per aver progettato le cover dei dischi di altri artisti, fra cui Stereolab, Oasis, The Prodigy e Razorlight. Nel 2012, House partecipò alla realizzazione del film Berberian Sound Studio, con musiche dei Broadcast.

## Stile musicale
I suoi cupi e stranianti montaggi sonori sono ottenuti combinando campionamenti di musica per sonorizzazioni e vorrebbero richiamare, fra le molte fonti, la psichedelia britannica, la musica del BBC Radiophonic Workshop, la musique concrète, le colonne sonore dei documentari degli anni '70  il cinema dell'orrore italiano e quello d'animazione dell'est europeo. Secondo quanto riporta House:

## Discografia
- 2004 – Sketches and Spells
- 2005 – Hey Let Loose Your Love
- 2007 – We Are All Pan's People
- 2009 – Broadcast & the Focus Group Investigate Witch Cults of the Radio Age (con i Broadcast)
- 2013 – Elektrik Karousel
- 2017 – Stop-Motion Happening with The Focus Groop